# 七十一番職人歌合
『七十一番職人歌合』（しちじゅういちばんしょくにんうたあわせ）とは、中世の歌合。室町時代・1500年末ごろに成立したとされる中世後期最大の職人を題材とした職人歌合。職人の姿絵と「画中詞」と呼ばれる職人同士の会話や口上も描かれていることから『七十一番職人歌合絵巻』とも呼ばれる。

## 概要・研究史
71番、142職種の職人姿絵と画中詞、および詠者が職人に仮託し月と恋を題材とした左右284首の和歌とその判詞が収められている。
職人歌合類は中世前期に製作された『東北院職人歌合』をはじめ『鶴岡放生会歌合』、『三十二番職人歌合』などの存在が知られ、時代を経るごとに登場する職人の数が増加していることから、七十一番職人歌合は中世期の社会的変遷に伴う職人の分化を反映させ、これらの職人歌合類を受け継ぎ発展させたものと考えられている。
本書中の記述から後土御門天皇が崩御し後柏原天皇が践祚した1500年（明応9年）末ごろに成立したとされる。作者は複数の上層公卿歌人とされるが、その中の一人に室町後期の堂上歌人飛鳥井雅康が確認され、これによる24首が収められているとされる。奥書等から絵の筆者は土佐光信、詞書の筆者は東坊城和長、画中詞は三条西実隆とみられている。
職人歌合類における七十一番職人歌合については1970年代以前まで主に美術史の観点から注目され、職人歌合類の変遷を通じて洛中洛外図や浮世絵等における影響関係などが論じられ、1980年代以降は多方面から研究が展開されている。歴史学においては網野善彦が職人歌合に描かれる職人図像の分析から職人の歴史的位置づけを試みる論考を展開し、国文学においては岩崎佳枝による研究が展開されている。

## 底本と諸本・版本

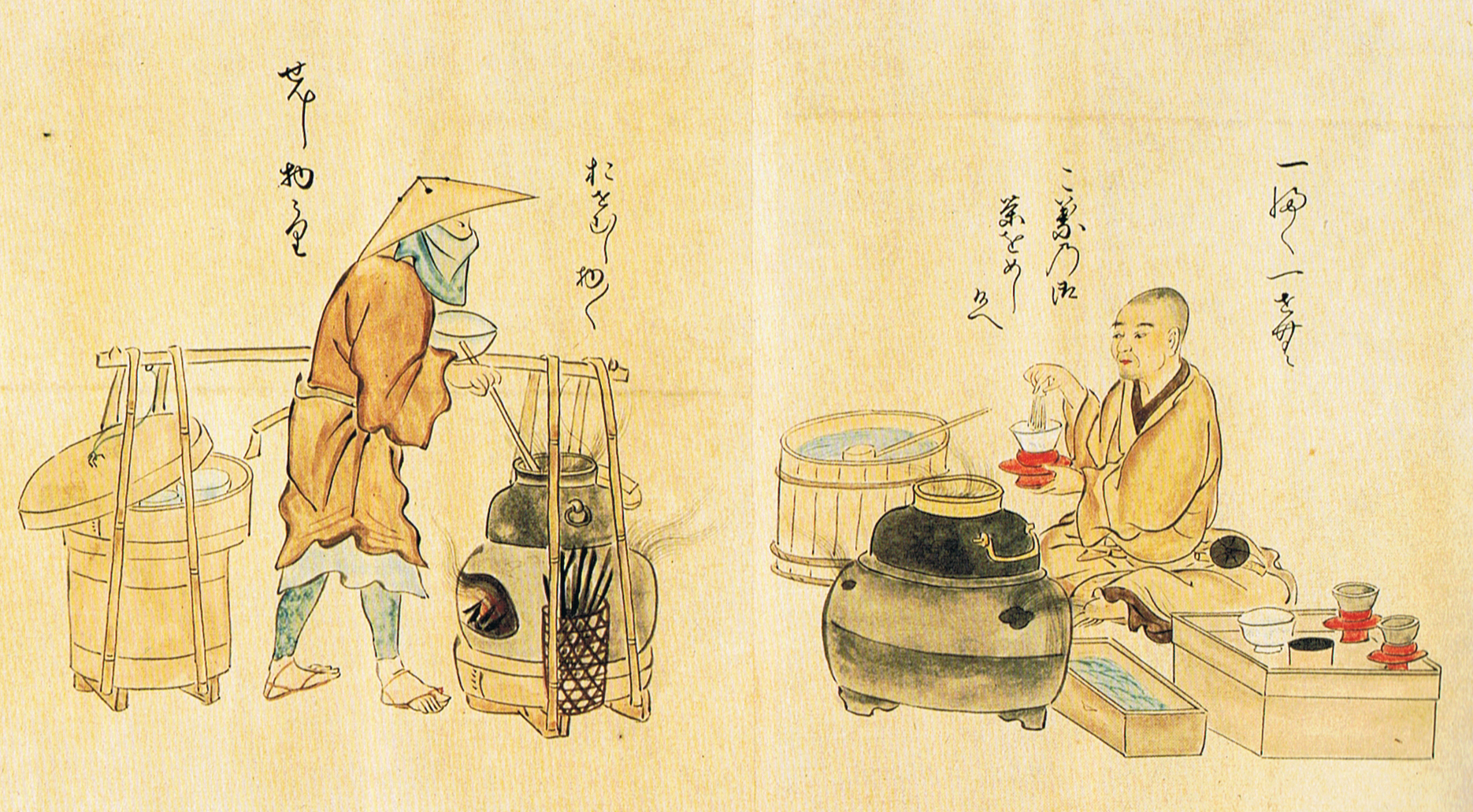
東京国立博物館本『七十一番職人歌合』二十四番　「一服一銭」と「煎じ物売」

原本および室町時代の伝本の存在は知られていないが、江戸時代後期には多数写本が作成されている。諸本のうち原型を保つ巻子の善本と評価されているものは、1648年（慶安元年）に後水尾上皇から加賀藩主前田利常に下賜された前田育徳会尊経閣文庫本（前育本）、これを謄写したとされる1684年（貞享元年）に加賀藩主奥方御伝に伝世し、前田家お抱えの御用絵師によるものと考えられている金沢成巽閣本（前成本）、東京国立博物館には1632年（寛永9年）に烏丸光広の極書し、1846年（弘化3年）に狩野晴川院養信・狩野勝川院雅信親子による写本（東博本）が所蔵されており、前育本との共通点が指摘されている。また、山梨県立博物館には近江国堅田藩主堀田正敦旧蔵の堀田文庫本が所蔵されている。
ほか、江戸時代には明暦3年（1657年）本、延享元年（1744年）本など各種の版本が刊行されているほか、宮内庁書陵部には延宝3年（1675年）に新井白石が筆写したと考えられている宮内庁本が伝世し、塙保己一を中心に編纂・校訂が行われた『群書類従』巻503雑部58にも収録され、宮内庁本が底本になっている。諸本は内容の異同から、かな文字主体の前育・東博・東成・堀田・版本と、漢字主体の宮内庁・群書類従本に大別される。
現在は群書類従本を底本に翻刻されたものが、『狂歌大観』本編、『新編国歌大観』第十巻、『新日本古典文学大系』 61等に収録されている。

### 前田育徳会本
3巻、紙本着色。上巻33.3cm×1849.1cm、中巻33.3cm×1784.0cm、下巻33.3cm×1685.2cm。巻頭序文12行。蒔絵付黒漆地箱入りで蓋表中央に金泥で「職人歌合」蓋裏には「職人歌合絵草子三巻」。加賀藩第三代藩主前田利常による1648年（慶安元年）の箱書きには、絵巻の来歴とともに詞章の筆者は上巻高倉前大納言藤原永慶卿（1590－1664）、中巻飛鳥井前参議藤原雅章卿（1610－1679）、下巻白川三位源雅陳卿（1591－1663）と記されている。絵巻の編成は東博本と同じ。

### 金沢成巽閣文庫本
3巻、紙本着色。杉の二重箱に納められ、表蓋に「天賜職人歌合三巻」。加賀藩第五代藩主前田綱紀の1684年（貞享元年）の識語から松雲本とも呼ばれる。後水尾天皇下賜品（前育本）を模写したものと内箱の表蓋に書かれているが、様々な小異が見られ忠実な摸本とは言いがたい。詞章は能筆で古筆切を学んだ跡も見られる。絵は前田家御用絵師によるものと見られ、職人の衣装に加賀前田家の家紋の梅の模様が多用されている。布の見返し部分に金泥が施された豪華本。

### 東京国立博物館本
3巻、紙本着色。上巻32.1cm×2040.9cm、中巻32.1cm×1875.8cm、下巻32.1cm×1862.1cm。序文なし。月左歌・右歌、判詞、恋左歌・右歌、判詞、その後に左右の職人像が描かれている。上巻1～23番、中巻24～46番、下巻47～71番。巻末に1846年（弘化3年）に模写した法印養信・法眼雅信の名とともに「右絵之詞逍遥叟（三条西実隆）之花翰也」「職人尽歌合三巻　土佐光信筆」と極書されている。

### 明暦三年本、延享元年本
袋綴じ、一冊。表題「七十一番歌合」。詞章等はほとんど同一で半丁に2職種を描く。明暦三年（1657年）本25.7cm×17.5cm 「明暦三丁酉　仲冬吉辰　谷岡七左衛門行」。延享元年（1744年）本25.4cm×17.0cm 「延享甲子　仲冬吉旦　皇都書林　野田藤八郎」。

### 群書類従本
塙保己一を中心に編纂された群書類従本は、奥書に拠れば絵画部分を住吉内記家に伝来し門外不出であった写本を門人を派遣して模写させ、歌・詞に関する部分は新井白石所蔵本（宮内庁本）に基いて写され、最終的に屋代弘賢が清書したという。

### 堀田本
山梨県立博物館蔵（2006年（平成18年）に収蔵）。紙本着色。上・中・下の巻子本で、それぞれ題箋があり後筆のペン書きで「上」「中」「下」と記される。寸法は上巻が縦34.5センチメートル、横1953.1センチメートル、中巻は縦34.5センチメートル、横1681.0センチメートル、下巻は縦34.5センチメートル、横1797.9センチメートル。上・中・下巻の構成は諸本と同じ。奥書や箱書など関連資料は皆無であるが、随所に「堀田文庫」の蔵書印（印の寸法は縦7.4センチメートル、横1.6センチメートル）が残され、近江堅田藩主で若年寄の堀田正敦の収集した堀田文庫の旧蔵本であることが指摘されている。
諸本との校合によれば堀田本は文言がかな文主体である特徴をもつ前育本・東博本との共通性が指摘されるほか、朱注の補訂は群書類従本と共通している。これらの特徴から堀田本は前育本・東博本と同系統の伝本を基に、屋代弘賢による群書類従本の補注を参照して校訂されたものであると考えられており、中世から伝来した七十一番職人歌合の忠実な写本であると同時に、同時代の学知を反映させた資料であると評価されている。なお、群書類従本は序文によれば絵画部分を住吉内記家の伝本を模写したとされており、群書類従本の一部の職人像は堀田本とのみ共通する特長をもつことが指摘されている。
堀田文庫を所蔵した堀田正敦は寛政期の大名で、好学の人物として知られ特に和歌には造詣が深い。寛政の改革を主導していた松平定信とも親交があり、寛政改革における文教政策振興に携わり『寛政重修諸家譜』の編纂を発案している。
堀田文庫に含まれる諸資料は原資料の忠実な模写と異本との比較・校合による検証を加えている点が特徴とされ、堀田本の七十一番職人歌合も同様の特徴を持つ。また、正敦は群書類従を刊行した塙保己一とも親交があるほか和学講談所の設立への支援も行っており、堀田本七十一番職人歌合のみならず堀田文庫に含まれる諸本作製の背景にはこうした知的ネットワークの存在が考えられている。
模写作業の開始は『観文禽譜』の完成した寛政6年（1794年）頃に想定されており、校合作業の開始は文化11年（1814年）頃に推定されている。堀田正敦は天保3年（1832年）に死去しているが、堀田本の校合作業は中途終了しており、未完成なままとなっている。

## 内容、特徴
『三十二番職人歌合』が作られてから6年後に作られ、『三十二番職人歌合』や縁起絵巻制作に携わった三条西実隆や土佐光信もまた本歌合制作に関わっていると見られている。しかし、内容は歌合の中では異色の『三十二番職人歌合』ではなく『東北院職人歌合』十二番本の流れを汲んでいる。江戸時代後期、津村淙庵編の『片玉集』に飛鳥井雅康作とされる「職人尽歌合」として『東北院職人歌合』十二番本と同職種で本歌合に収められているものと酷似した24首が収められており、これを草稿として拡張したものが本歌合であると考えられている。
二部仕立てとなっており、一番から五十番までを第一部、五十一番から七十番までを第二部とし、これに七十一番を付け足した形をとっており、『白氏文集七十一巻本』（朝鮮銅活字本）の形式を借用していると見られている。七十一番にそれまでの芸能者の流れを無視して唐突に「酢造・心太売」が現れるのは、酢を「あまり」とも呼ぶことから、七十番の歌合に「あまり」として追加する構成をとったものと考えられている。「心太売」が番っているのは心太に酢をかけて食していたからとみられる。寺社の建築に携わる伝統的職工人に加え、女性工人、売女、生産に直接携わらない芸能者や遊女などより多くの下層民もとり入れられ、近代以降の手工業者としての職人に限れない当時の多岐に渡る職人が歌われている。
画中詞は先行する職人絵巻には見られず、当時の職人の生態や時代背景を知るうえで貴重な資料となっている。二十三番「翠簾屋」の口上から、近衛殿の新御所への引越しが近いことがわかる。近衛政家の『後法興院記』には、1500年（明応9年）7月28、29日の火災で近衛殿が類焼、同年9月2日の大風で新造中の館が倒壊、同年12月14日新御所に移ったとされていることから、本職人絵巻の制作年代が推測される。また、三十四番「医師」の口上から一条冬良と見られる殿下（摂政・関白）が薬を所望しており、後土御門天皇の病状が伺われる。また、この年には応仁の乱以来中断されていた祇園会が再興された年であり、四十八番「曲舞々」は明応9年6月の京都祇園会の久世舞山車で舞った女性を詠んだものとみられている。本歌合と成立の近い『洛中洛外図（歴博甲本）』（1525年（大永5年）以前）、『調度歌合絵』（1524年（大永4年））、『扇歌合絵』、『四生の歌合』との時代背景を通じた相関性などにも関心がもたれている。
歌は、上句で用いられた職人語彙などの俗な語を下句で雅に受ける職人歌合に一般的に見られる構造のものが多く、そのスムーズな移行転換が競われたと評されている。詠者の衆議により勝敗の判定が下されたとみられ、伝統的な情緒をやわらかく詠んだものに高評価を与え、狂歌風のものには批判的である。

### 登場する職人と画中詞
画中詞前の一、二は発言の順番。
- 一番　番匠（ばんじやう）「我〻もけさは相国寺へ又召され候。暮れてぞかへり候はんずらむ。」　鍛冶（かぢ）「京極殿より打刀を御あつらへ候。大事に候かな。か々るべきと。」
- 二番　壁塗（かべぬり）「やれやれ、うばらよ　家にて鏝猶とりてこ　壁の大工まいりて候　下地とくして候はばや」　檜皮葺（ひはだぶき）「この棟がはらがをそき」
- 三番　研（とぎ）「さきがおもき　今小をさばや　主に問ひ申さん　はばやさはいかに、手を切るぞ」　塗士（ぬし）「よげに候　木掻のうるしげに候　今すこし火どるべきか」
- 四番　紺掻（こうかき）「たゞ一しほ染めよとおほせらるゝ」　機織（はたおり）「あこ、やう　筟もてこよ」
- 五番　檜物師（ひものし）「湯桶にもこれはことに大なる　なにのために、あつらへ給ふやらう」　車作（くるまづくり）「檳椰の輪とて、よくつくれとおほせ候」
- 六番　鍋売（なべうり）「播磨鍋かはしませ　釜もさふらうぞ　ほしがる人あらば仰られよ　弦をもかけてさう」　酒作（さかづくり）「先酒召せかし　はやりて候うすにごりも候」
- 七番　油売（あぶらうり）「きのうからいまだ山崎へもかへらぬ」　餅売（もちゐうり）「あたゝかなる餅まいれ」
- 八番　筆結（ふでゆひ）「兎の毛は、毛のうらおもて見えぬが大事にて候」　筵打（むしろうち）「てしま筵かうしまへ　御座も候ぞ」
- 九番　炭焼（すみやき）「けさ出でさいまうたか」　小原女（おはらめ）「あごぜは、まいりあひて候けるか」
- 十番　馬買はふ（うまかはふ）　皮買はふ（かわかはふ）
- 十一番　山人（やまびと）「ことしは秋より寒くなりたるは」　浦人（うらびと）「この縄、はや切るゝは　たがうれ」
- 十二番　木伐（きこり）　草刈（くさかり）「伏見草とて、世にもてなさるゝみ秣よ」
- 十三番　烏帽子折（えぼしをり）「今時の御烏帽子は、ちとそりて候」　扇売（あふぎうり）「扇は候　みな一ぽん扇にて候」
- 十四番　帯売（おびうり）「此帯たちてのち見候はむ　いそがしや」　白物売（しろいものうり）「百けも、なからけもいくらも召せ　いかほどよき御しろいが候ぞ」
- 十五番　蛤売（はまぐりうり）「ひげのあるは、家の恥にてさうぞ　ことのほかなるひげのなきかな」　魚売（いをうり）「魚は候　あたらしく候　召せかし」
- 十六番　弓作（ゆみつくり）「此弓は弦を嫌はんずるぞ　にべおり、大事なるべき」　弦売（つるうり）「弦召し候へ　ふせづるも候　せきづるも候」
- 十七番　挽入売（ひきれうり）「これは因幡合子にて候　召せ」　土器造（かわらけつくり）「赤土器は召すまじきか　かへり足にて安く候ぞ」
- 十八番　饅頭売（まんぢううり）「けさは、いまだ商ひなき、うたてさよ」　法論味噌売（ほうろみそうり）「われらもけさ、奈良より来て、くるしや」
- 十九番　紙漉（かみすき）「さゝやかしが足らぬげな」　賽磨（さいすり）「さしちがへの賽も召し候へ　犬追物のいきめも候ぞ」
- 二十番　鎧細工（よろひざいく）「仕返しの物は、札頭がそろはで」　轆轤師（ろくろし）「木が足らで、いそぎのもの遅くなる　いかゞせむ」
- 二十一番　草履作（ざうりつくり）「じやうりじやうり　板金剛召せ」　硫磺箒売（ゆわうははきうり）「ゆわうはゝきゆわうはゝき　よき箒が候」
- 二十二番　傘張（かさはり）「荏の油が足らぬげな」　足駄作（あしだづくり）「目のゆがみたるから、心地あしや」
- 二十三番　翠簾屋（みすや）「新御所の御移徙ちかづきて、いそがはしさよ　近衛殿より御いそぎの翠簾にて」　唐紙師（からかみし）「糊がちと強ければ、きらゝを入れよ」
- 二十四番　一服一銭（いつぷくいつせん）「粉葉の御茶、召し候へ」　煎じ物売（せんじものうり）「おせんじ物おせんじ物」
- 二十五番　琵琶法師（びはほふし）「あまのたくもの夕煙、おのへの鹿の暁のこゑ」　女盲（をんなめくら）「宇多天皇に十一代の後胤、伊東が嫡子に河津の三郎とて」
- 二十六番　仏師（ぶつし）「阿弥陀の像、先蓮華座をつくり候　おりふし法師ばらたがひて、手づから仕候」　経師（きゃうじ）「この巻切り、いかにしたるにか　切り目のそろはぬよ」
- 二十七番　蒔絵士（まきゑし）「此御たらひは、沃懸地にせよと仰られ候　手間はよもいらじ」　貝磨（かひすり）「この太刀の鞘は、莫大の貝が入べき」
- 二十八番　絵師（ゑし）「墨絵は筆勢が大事にて候」　冠師（かぶりし）「別当殿の御拝賀に召さるべき御冠にて候　いそがしや」
- 二十九番　鞠括（まりくくり）「難波殿は大がたを御このみある」　沓造（くつつくり）「鞠沓は、はたかなるがわろきと」
- 三十番　立君（たちぎみ）「すは御らんぜよ　けしからずや」　図子君（づしぎみ）「や、上臈いらせ給へ　ゐ中人にて候　見しりまいらせて候ぞ　いらせ給へ」
- 三十一番　銀細工（しろかねざいく）「南鐐のやうなるかねかな」　薄打（はくうち）「南鐐にて、打ちでわろき」
- 三十二番　針磨（はりすり）「こばりは針孔が大事に候」　念珠挽（ずずひき）「数とりと七へんの玉、むつかしきぞ」
- 三十三番　紅粉解（べにとき）「御べにとかせ給へ　堅べにも候は」　鏡磨（かがみとぎ）「白みの御鏡は、磨ぎにくゝ侍」
- 三十四番　医師（くすし）「殿下より続命湯、独活散を召され候間、たゞ今あはせ候」　陰陽師（おんやうじ）「われらも今日は、晦日御祓持参候べきにて候」
- 三十五番　米売（こめうり）「なを米は候　けさの市にはあひ候べく候」　豆売（まめうり）「われらが豆も、いまだ商ひをそく候ぞ」
- 三十六番　いたか（いたか）「流灌頂ながさせたまへ　卒塔婆と申すは大日如来の三摩耶形」　穢多（ゑた）「この皮は大まいかな」
- 三十七番　豆腐売（とうふうり）「豆腐召せ　奈良よりのぼりて候」　索麺売（さうめんうり）「これは太索麺にしたる」
- 三十八番　塩売（しほうり）「きのうふのく榑売のあたひまで、けうたまはる人もがな」　麹売（かうじうり）「上戸たち、御覧じて、よだれ流し給ふかな」
- 三十九番　玉磨（たますり）「是はちかごろの玉かな　火をも水をも取りつべし　念珠のつぶにはあたらもの哉」　硯士（すずりし）「石王寺は、白身かたくて切りにくき」
- 四十番　灯心売（とうじみうり）　葱売（ひともじうり）
- 四十一番　牙儈（すあひ）「御ようやさぶらふ」　蔵回（くらまはり）「御つかひ物御つかひ物」
- 四十二番　筏士（いかだし）「此ほどは水潮よくて、いくらの材木を下しつらむ」　櫛挽（くしひき）「先こればかり挽きて、のこぎりの目を切らむ」
- 四十三番　枕売（まくらうり）「今一のかたも持て候　ひそかに召し候へ」　畳刺（たたみさし）「九条殿に何事の御座あるやらむ　帖をおほく刺させらゝ」
- 四十四番　瓦焼（かはらやき）「南禅寺よりいそがれ申候」　笠縫（かさぬい）「世にかくれなき笠縫よ」
- 四十五番　鞘巻切（さやまききり）「当時はやらで、得分もなき細工かな」　鞍細工（くらざいく）「あら、骨おれや」
- 四十六番　暮露（ぼろ）　通事（つうじ）
- 四十七番　文者（ぶんじや）「六韜の末は、宗と武道にて候　御稽古も候へかし」　弓取（ゆみとり）「運は天にあり、命は義によりてかろし」
- 四十八番　白拍子（しろびやうし）「所所に引く水は、山田の井戸の苗代」　曲舞々（くせまいまい）「月にはつらき小倉山、その名はかくれざりけり」
- 四十九番　放下（はうか）「うつゝなのまよひや」　鉢扣（はちたたき）「昨日みし人今日問へば」
- 五十番　田楽（でんがく）　猿楽（さるがく）「総角や、とんとう、尋ばかりや、とんとう」
- 五十一番　縫物師（ぬひものし）　組師（くみし）「啄木は、この此召す人もなき、うたてさよ」
- 五十二番　摺師（すりし）「梅の花ばかり摺るほどに、やすき」　畳紙売（たたうがみうり）「御畳紙召せ　色もよくいできて候ぞとよ」
- 五十三番　葛籠造（つづらつくり）「茶葛籠も候　買はせ給へ」　皮籠造（かはごつくり）「この皮籠は人のあつらへ物にて候」
- 五十四番　矢細工（やざいく）「これは知久箆とて、あつらへられて候」　箙細工（えびらざいく）「逆頬がなくて、柳箙にする」
- 五十五番　蟇目刳（ひきめくり）「一尺にあまる御蟇目は、刳りにくゝて道がゆかぬ」　行縢造（むかばきづくり）「あはれ、御行縢や、手色もよし」
- 五十六番　金堀（こがねほり）　汞堀（みづかねほり）
- 五十七番　包丁師（はうちやうし）　調菜（てうさい）「砂糖饅頭、菜饅頭、いづれもよく蒸して候」
- 五十八番　白布売（しろぬのうり）「白布めせ、なう　端張も、尺もよく候ぞ」　直垂売（ひたたれうり）
- 五十九番　苧売（をうり）「ちかきほどに、又苧舟とをり候べく候　いかほども召し候へ」　綿売（わたうり）「綿めせ綿めせ　しのぶ綿候ぞ」
- 六十番　薫物売（たきものうり）「随分此香ども、選り整へたれば、この夕暮のしめりにおもしろき」　薬売（くすりうり）「御薬なにか御用候　人参、甘草、桂心候　沈も候」
- 六十一番　山伏（やまぶし）「是は出羽の羽黒山の客僧にて候　三のお山に参詣申候」　持者（ぢしや）「あら、おんかなおんかな　二所三島も御覧ぜよ」
- 六十二番　禰宜（ねぎ）「高天の原に神とゞまりましまして」　巫（かんなぎ）「榊葉やたちまふ袖の追いひ風に」
- 六十三番　競馬組（けいばぐみ）「むかしは、上さまにももてなされし事の、今はこの氏人のみに残りて」　相撲取（すまふとり）「道の思ひ出に、相撲の節に召さればや」
- 六十四番　禅宗（ぜんしゆう）二「文字の上にをきては御不審たつべからず　若如何とならば、口を開かずして問ひきたれ」　律家（りつけ）一「教外別伝と申候ば、などや祖師とは仰候ぞ」
- 六十五番　念仏宗（ねんぶつしゆう）「即便往生もたうとく、往生も只一たび南無ととなふれば、極楽に生　なにの疑ひかあらん　南無阿弥陀仏〻〻」　法花宗（ほつけしゆう）「末法万年、余経悉滅の時、此妙法花と申そうろうは、我等が祖師日蓮上人の御時、くれぐれと説かれ候ときは」
- 六十六番　連歌師（れんがし）「いまだこの折には、花が候はず候」　早歌謡（さうかうたひ）「かたみに残る撫子の」
- 六十七番　比丘尼（びくに）二「仏弟子は、大かた皆さこそ候へども、御尼衆も譏嫌戒といふ事は候めるは　我らはつとめ行法はおなじ事にて候　坐禅工夫は、同じ御ことにてはよも候はじな　それはよも教外別伝にては候はじ」　尼衆（にしう）一「御比丘尼も、戒門は守らせ給ふなれども、などか飲酒をば御破り候ぞ　我らも観念と申すは、さにてこそ候へ」
- 六十八番　山法師（やまほふし）「わがたつの杣の月に及ぶべき所こそおぼえね」　奈良法師（ならほふし）「もろこしの月よりも見所あればこそ、春日なる三笠の山とはよみつらめ」
- 六十九番　華厳宗（けごんしゆう）「御影供の御茶ののこりにて候」　倶舎衆（くしやじう）「北斗の御祈はじめ候間、ひまなく候て」
- 七十番　楽人（がくにん）　舞人（まひびと）
- 七十一番　酢造（すつくり）「あ、すし、きかき哉」　心太売（こころぶとうり）「心太めせ　鍮石も入て候」

## 関連書籍
- 岩崎佳枝, 高橋喜一, 網野善彦, 塩村耕校注 『七十一番職人歌合・新撰狂歌集・古今夷曲集』, 新日本古典文学大系 61, 岩波書店 (1993/03). ISBN 978-4002400617
  - 岩崎佳枝校注 『七十一番職人歌合』 p.1-146.
  - 職人歌合研究会 「七十一番職人歌合　職種一覧」 p. 485-558.
  - 岩崎佳枝 「文学としての『七十一番職人歌合』」 p. 563-579.
  - 網野善彦 「職人歌合研究をめぐる一、二の問題」 p. 580-590.